# Mesoleiini
Tribu
Les Mesoleiini forment une tribu d'insectes hyménoptères de la famille des Ichneumonidae et de la sous-famille des Ctenopelmatinae. 

## Liste des genres
- Alcochera
- Alexeter
- Anoncus
- Apholium
- Arbelus
- Atithasus
- Azelus
- Barytarbes
- Campodorus
- Dentimachus
- Himerta
- Hyperbatus
- Iskarus
- Lagarotis
- Lamachus
- Leipula
- Mesoleius
- Neostroblia
- Otlophorus
- Perispuda
- Protarchus
- Rhinotorus
- Saotis
- Scopesis
- Semimesoleius
- Smicrolius